# リローンチ
リローンチ (Relaunch) はアメリカ合衆国の競走馬、種牡馬。同地で重賞競走を2勝し、種牡馬としてブリーダーズカップ・クラシック優勝馬スカイウォーカーをはじめ、多くの活躍馬を送り出し父系を広げた。
馬名は英語で「再始動」、「再発射」などの意味がある。

## 経歴
競走馬時代はアメリカで走り18戦5勝。いずれも芝コースで行われるラホヤマイルステークス (G3) とデルマーダービー (G3) を制している。ほかサンアントニオステークス (G1) 、サンルイレイステークス (G1) のふたつで2着があり、後者の1着馬は、後にG1競走を16勝し国民的な人気馬となるジョンヘンリーで、同馬最初のG1優勝だった。
1981年より種牡馬として供用されたが、アメリカ競馬では一段低く見られる芝路線を主戦場とし、G1優勝もなかったこと、父系・母系ともに当時の人気系統から大きく外れた血統であったことから、ほとんど注目されていなかった。しかし初年度産駒からスカイウォーカー、ローンチアペガサスの2頭がG1優勝馬となり、前者は古馬になってアメリカ最高峰の競走ブリーダーズカップ・クラシックを制する大活躍を見せた。さらに翌年の産駒からもジョッキークラブゴールドカップなどG1競走3勝を挙げたワクォイトが出て人気種牡馬の仲間入りを果たし、以後は1歳下で同父を持つ種牡馬ノウンファクトとともに、希少なマンノウォー系種牡馬のエースとして活躍を続けた。日本にも産駒が輸出され、トーヨーリファールが重賞3勝を挙げている。
1996年秋に疝痛で死亡。後継種牡馬のうちではとくにオナーアンドグローリー、シーズティジー（半妹に優駿牝馬4着のオトメノイノリがいる）が大きな成功を収めており、前者は2000年のエクリプス賞最優秀2歳牝馬ケアレッシング、後者は史上初のブリーダーズカップ・クラシック連覇を果たし、2000年のエクリプス賞年度代表馬を受賞したティズナウなどを輩出している。

## 主な産駒
※アメリカ産馬（アルファベット表記）についてはG1競走優勝馬のみ記載。
- Skywalker 1982年生（サンタアニタダービー、ブリーダースカップ・クラシックなど重賞5勝）
- Launch a Pegasus 1982年生（ワイドナーハンデキャップなど重賞3勝）
- Waquoit 1983年生（ブルックリンハンデキャップ2回、ジョッキークラブゴールドカップなど重賞6勝）
- Kool Arrival 1986年生（ラスヴァージネスステークスなど重賞2勝）
- One Dreamer 1988年生（ブリーダーズカップ・ディスタフなど重賞2勝）
- トーヨーリファール 1990年生（ニュージーランドトロフィー4歳ステークス、平安ステークス、マーチステークス）
- Honour and Glory 1993年生（メトロポリタンハンデキャップ、キングズビショップステークスなど重賞5勝）
- エイシンビンセンス 1994年生（北九州記念）
- With Anticipation 1995年生（ソードダンサー招待ハンデキャップ2回、マンノウォーステークス2回、ユナイテッドネイションズハンデキャップ）

## 血統
母はロングビーチハンデキャップ勝ち。近親は本馬に近い所だと、甥に米G3勝ちのグリッターマンがいる。
血統背景は当時としても独特で、血統表にネアルコを一切含んでいないことで知られていた。それどころか、ネイティヴダンサーやハイペリオン、ファラリスやその父ポリメラスすら一か所も見当たらない。流石にセントサイモンは40か所に入っているが、血量はかなり低い（比較対象として、ノーザンダンサーはセントサイモンの血を13%近く持っているが、リローンチは僅か5%強しか持っていない）。ウォーレリックやスパイソングなど比較的マイナーな血統が目立つ。
| リローンチの血統（インテント系 / War Relic 4×4（父内）=12.50%） | リローンチの血統（インテント系 / War Relic 4×4（父内）=12.50%） | リローンチの血統（インテント系 / War Relic 4×4（父内）=12.50%） | （血統表の出典）     | （血統表の出典） |
| 父 In Reality 1964 鹿毛                                         | 父の父Intentionally 1956 青毛                                   | Intent                                                          | War Relic            | War Relic        |
| 父 In Reality 1964 鹿毛                                         | 父の父Intentionally 1956 青毛                                   | Intent                                                          | Liz F.               |                  |
| 父 In Reality 1964 鹿毛                                         | 父の父Intentionally 1956 青毛                                   | My Recipe                                                       | Discovery            | Discovery        |
| 父 In Reality 1964 鹿毛                                         | 父の父Intentionally 1956 青毛                                   | My Recipe                                                       | Perlette             |                  |
| 父 In Reality 1964 鹿毛                                         | 父の母My Dear Girl 1957 栗毛                                    | Rough'n Tumble                                                  | Free for All         | Free for All     |
| 父 In Reality 1964 鹿毛                                         | 父の母My Dear Girl 1957 栗毛                                    | Rough'n Tumble                                                  | Roused               |                  |
| 父 In Reality 1964 鹿毛                                         | 父の母My Dear Girl 1957 栗毛                                    | Iltis                                                           | War Relic            | War Relic        |
| 父 In Reality 1964 鹿毛                                         | 父の母My Dear Girl 1957 栗毛                                    | Iltis                                                           | We Hail              |                  |
| 母 Foggy Note 1965 芦毛                                         | 母の父The Axe 1958 芦毛                                         | Mahmoud                                                         | Blenheim             | Blenheim         |
| 母 Foggy Note 1965 芦毛                                         | 母の父The Axe 1958 芦毛                                         | Mahmoud                                                         | Mah Mahal            |                  |
| 母 Foggy Note 1965 芦毛                                         | 母の父The Axe 1958 芦毛                                         | Blackball                                                       | Shut Out             | Shut Out         |
| 母 Foggy Note 1965 芦毛                                         | 母の父The Axe 1958 芦毛                                         | Blackball                                                       | Big Event            |                  |
| 母 Foggy Note 1965 芦毛                                         | 母の母Silver Song 1957 芦毛                                     | Royal Note                                                      | Spy Song             | Spy Song         |
| 母 Foggy Note 1965 芦毛                                         | 母の母Silver Song 1957 芦毛                                     | Royal Note                                                      | Penroyal             |                  |
| 母 Foggy Note 1965 芦毛                                         | 母の母Silver Song 1957 芦毛                                     | Beadah                                                          | Djeddah              | Djeddah          |
| 母 Foggy Note 1965 芦毛                                         | 母の母Silver Song 1957 芦毛                                     | Beadah                                                          | Beauty Spot F-No.3-o |                  |